# Buổi chiếu thử
Buổi chiếu thử là một buổi chiếu thử nghiệm một bộ phim hoặc chương trình truyền hình trước khi chúng được ra mắt đại chúng để thu thập phản hồi của khán giả. Các khán giả tham gia buổi chiếu thử được lựa chọn từ nhiều thành phần khác nhau của công chúng, và thường được yêu cầu trả lời một số câu hỏi thăm dò hoặc cho ý kiến phản hồi dưới một hình thức nào đó. Harold Lloyd được coi là người đầu tiên phát minh ra ý tưởng này và sử dụng nó từ năm 1928. Nhiều người khuyên rằng nên tổ chức các buổi chiếu thử kể cả với những người mới vào nghề và "kể cả khi một liên hoan phim đang tới gần".